# Chondrorhyncha
Chondrorhyncha é um género botânico pertencente à família das orquídeas (Orchidaceae).

## Espécies
1. Chondrorhyncha albicans Rolfe, Bull. Misc. Inform. Kew 1898: 195 (1898).
2. Chondrorhyncha anatona (Dressler) Senghas, Orchidee (Hamburg) 41: 91 (1990).
3. Chondrorhyncha andreae P.Ortiz, Orquideologia 19: 13 (1994).
4. Chondrorhyncha andreettae Jenny, Orchidee (Hamburg) 40: 92 (1989).
5. Chondrorhyncha antonii P.Ortiz, Orquideologia 19: 14 (1994).
6. Chondrorhyncha aurantiaca Senghas & G.Gerlach, Orchidee (Hamburg) 42: 282 (1991).
7. Chondrorhyncha carinata P.Ortiz, Orquideologia 19: 18 (1994).
8. Chondrorhyncha crassa Dressler, Orchidee (Hamburg) 34: 222 (1983).
9. Chondrorhyncha ecuadorensis Dodson, Icon. Pl. Trop., II, 5: t. 415 (1989).
10. Chondrorhyncha estrellensis Ames, Schedul. Orchid. 4: 54 (1923).
11. Chondrorhyncha fosterae Dodson, Selbyana 7: 357 (1984).
12. Chondrorhyncha hirtzii Dodson, Icon. Pl. Trop., II, 5: t. 416 (1989).
13. Chondrorhyncha inedita Dressler & Dalström, Orquideologia 23: 80 (2004).
14. Chondrorhyncha lankesteriana Pupulin, Lindleyana 15: 21 (2000).
15. Chondrorhyncha lendyana Rchb.f., Gard. Chron., n.s., 1886(2): 103 (1886).
16. Chondrorhyncha litensis Dodson, Icon. Pl. Trop., II, 5: t. 417 (1989).
17. Chondrorhyncha luerorum R.Vásquez & Dodson, Revista Soc. Boliv. Bot. 2: 1 (1998).
18. Chondrorhyncha macronyx Kraenzl., Notizbl. Bot. Gart. Berlin-Dahlem 7: 414 (1920).
19. Chondrorhyncha maculata Garay, Orquideologia 4: 161 (1969).
20. Chondrorhyncha manzurii P.Ortiz, Revista Acad. Colomb. Ci. Exact. 90: 57 (2000).
21. Chondrorhyncha picta (Rchb.f.) Senghas, Orchidee (Hamburg) 41: 94 (1990).
22. Chondrorhyncha rosea Lindl., Orchid. Linden.: 13 (1846).
23. Chondrorhyncha suarezii Dodson, Icon. Pl. Trop., II, 5: t. 418 (1989).
24. Chondrorhyncha thienii (Dodson) Dodson, Selbyana 7: 354 (1984).
25. Chondrorhyncha velastiguii Dodson, Icon. Pl. Trop., II, 5: t. 419 (1989).
26. Chondrorhyncha viridisepala Senghas, Orchidee (Hamburg) 40: 181 (1989).
27. Chondrorhyncha vollesii G.Gerlach, Neudecker & Seeger, Orchidee (Hamburg) 40: 131 (1989).